# Cattedrale di Santa Maria Assunta (San Severo)
La cattedrale di Santa Maria Assunta è dal 1580 la chiesa principale di San Severo e della sua diocesi.

## Storia
Edificata col titolo di santa Maria in Strada, la chiesa (terza parrocchia cittadina) è di origini tardo-medievali e conserva, accanto a limitate vestigia medievali (il grande rosone, due monofore lapidee sul fianco sinistro e il prestigioso fonte battesimale in pietra, attualmente sistemato presso il portale maggiore), notevoli tele settecentesche, importanti opere dei pittori napoletani Alessio D'Elia, Santolo Cirillo, Nicola Maria Rossi, Marcantonio Pascucci e Giovanni Maria Mollo (che operò nel 1748), e prestigiosi marmi barocchi napoletani, come la grande balaustrata e le croci di consacrazione, realizzati da Gennaro De Martino nel 1755-56, e l'altare maggiore, progettato da Lorenzo Mosca e realizzato da due coppie di marmorari (Greco e Palmieri, Troccoli e Tipaldi) tra il 1750 e il 1754. L'attuale facciata, di incerto gusto eclettico, è opera del 1872, mentre l'imponente campanile, restaurato nel 2006, è settecentesco.

## Descrizione
Lo spazioso interno, profondo circa 40 metri, largo 22 e alto 14, è il risultato di numerose ristrutturazioni e di due ampliamenti, corrispondenti al presbiterio, edificato sul finire del Cinquecento, e alle due navate laterali, costruite nel 1757. Le dieci cappelle minori sono decorate da statue lignee e notevoli quadri barocchi, mentre il presbiterio, dominato da una grande macchina marmorea (1845) con la statua lignea dell'Assunta, è definito dal maestoso coro dei canonici, a due ordini di stalli, severa opera ottocentesca. Il fastoso pulpito barocco, con formelle dipinte, è opera del 1674. In fondo alla navata sinistra è la cappella del Sacramento, del 1927. Annessa alla semplice sacrestia è l'austera Sala del Capitolo, del 1778.

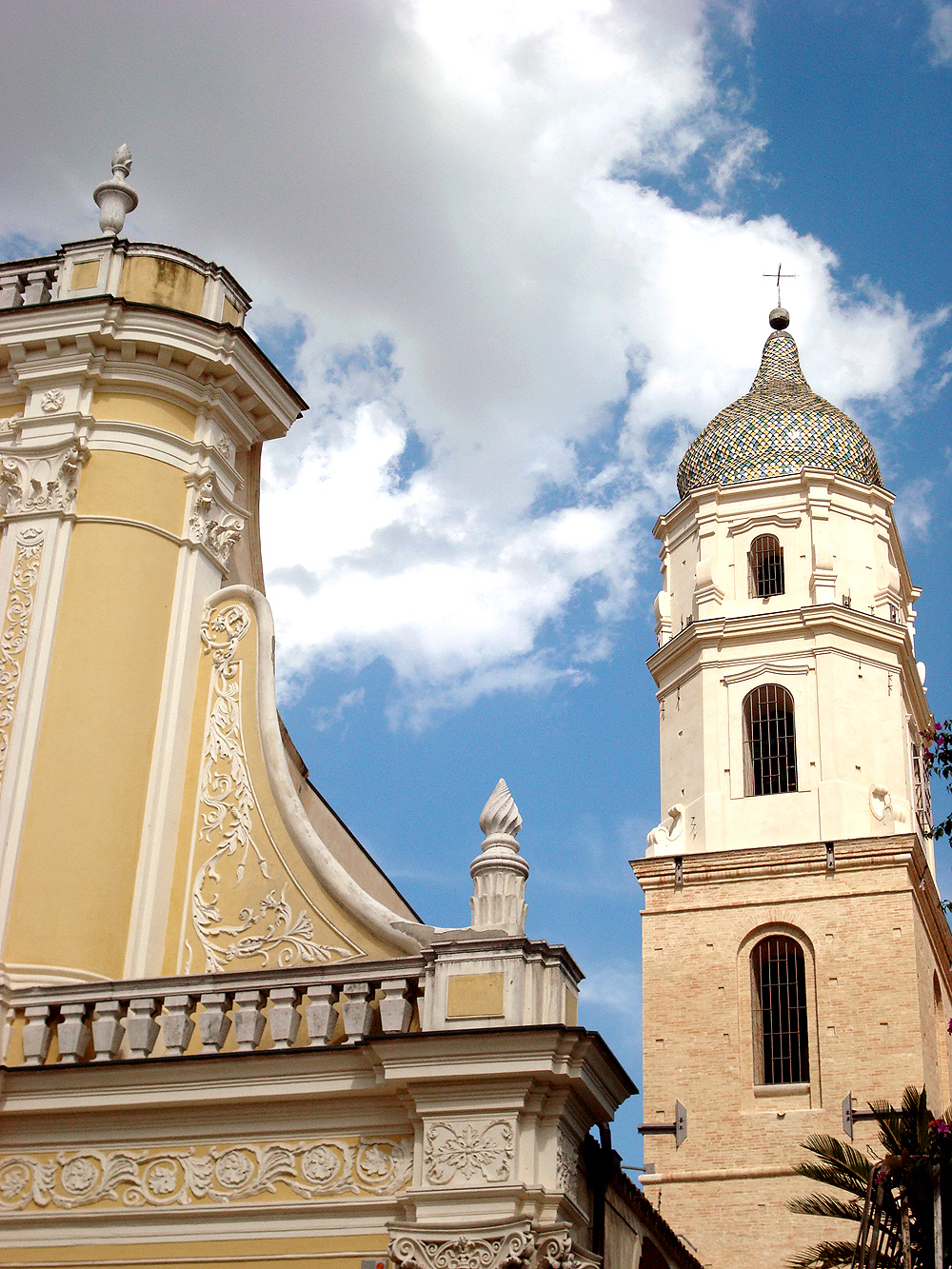
Il campanile
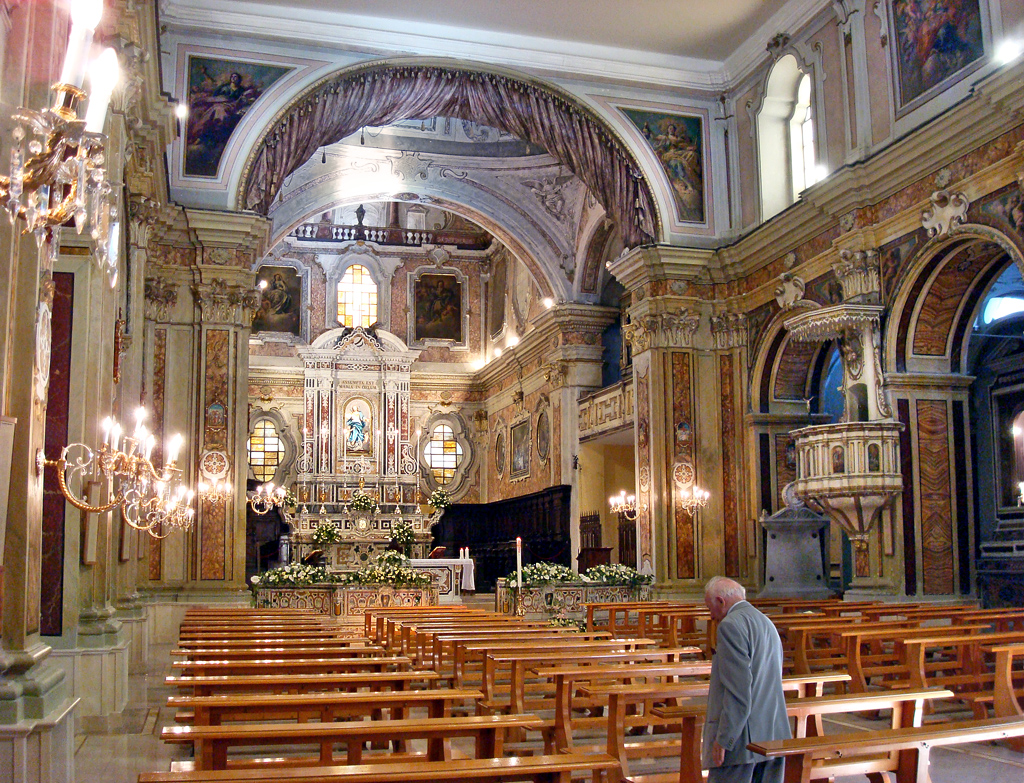
Scorcio
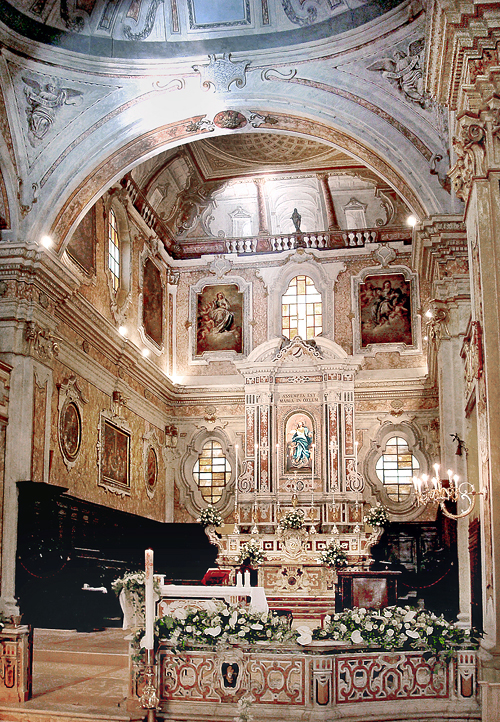
Il presbiterio